# Dactylocerca rubra
Dactylocerca rubra is een insectensoort uit de familie Anisembiidae, die tot de orde webspinners (Embioptera) behoort. De soort komt voor in de Verenigde Staten (AZ, CA, NM,NV, UT), Mexico (BCN).
Dactylocerca rubra is voor het eerst wetenschappelijk beschreven door Ross in 1940.